# Томаш Кршиж
Томаш Кршиж (чеськ. Tomáš Kříž, нар. 17 березня 1959, Прага) — чехословацький футболіст, що грав на позиції нападника, зокрема, за «Дуклу» (Прага), а також національну збірну Чехословаччини.

## Клубна кар'єра
У дорослому футболі дебютував 1976 року виступами за празьку «Дуклу», в якій провів тринадцять сезонів. 
Протягом 1989—1991 років грав у Німеччині, де захищав кольори команди «Дармштадт 98».
Завершив професійну ігрову кар'єру 1991 року на батьківщині у клубі «Хмел».

## Виступи за збірну
1981 року дебютував в офіційних матчах у складі національної збірної Чехословаччини. Протягом кар'єри у національній команді, яка тривала 6 років, провів у формі головної команди країни 10 матчів.
У складі збірної був учасником чемпіонату світу 1982 року в Іспанії, де взяв участь у двох матчах групового етапу.